# Paul Hirsch
Paul Hirsch, född 17 november 1868 i Prenzlau, död 1 augusti 1940 i Berlin, var en tysk socialdemokratisk politiker.
Hirsch studerade medicin vid Berlinuniversitetet, men ägnade sig från 1892 åt socialdemokratisk politisk författarverksamhet. Han var ledamot av preussiska lantdagen 1908-18, därpå 1919-20 av preussiska författningsgivande landsförsamlingen och var 1921-32 ledamot av den nya preussiska lantdagen. 
Hirsch anslöt sig vid socialdemokratiska partiets klyvning 1916 till majoritetssocialisterna, blev efter revolutionen 1918 preussisk ministerpresident och inrikesminister, men visade sig knappast vuxen denna post, lämnade inrikesportföljen i mars 1919 och avgick som ministerpresident efter Kappkuppen i mars 1920. 
Bland Hirschs skrifter märks 25 Jahre sozialdemokratischer Arbeit in der Gemeinde (1908), Der preußische Landtag. Handbuch für sozialdemokratische Landtagswähler (andra upplagan 1913) och Kommunalpolitische Probleme. Han utgav dessutom "Die Verfassung des Freistaats Preußen von 30. XI 1920" (1921).